# Dichterliebe
Dichterliebe, op. 48, ist ein Zyklus von 16 romantischen Kunstliedern von Robert Schumann. Der Zyklus entstand 1840 zu Gedichten aus Heinrich Heines Lyrischem Intermezzo, einer Sammlung von 65 Gedichten, die 1823 in Tragödien nebst einem lyrischen Intermezzo, dann 1827 im Buch der Lieder erschienen waren. Von den 20 komponierten Liedern wurden 16 schließlich gedruckt, in der ursprünglichen Fassung von 1840 hatte der Zyklus folgenden, längeren Titel: »Gedichte von Heinrich Heine – 20 Lieder und Gesänge aus dem Lyrischen Intermezzo im Buch der Lieder«.
Schumann ging bei seinen Liederzyklen oft von einer in sich geschlossenen Episode mit einer zugrunde liegenden poetischen Idee aus. Dies schlägt sich hier in dem selbstgewählten Titel Dichterliebe nieder, wobei er dabei einer eigenen dramatischen Konzeption folgend die Reihenfolge von Heines Gedichten umstellte.
Das Werk wurde im September 1844 bei C. F. Peters in Leipzig gedruckt und 1861 in Hamburg von Julius Stockhausen und Johannes Brahms erstmals als Ganzes aufgeführt.

## Titel
Heine hatte die Gedichte nicht mit Überschriften versehen, es handelt sich bei den „Liedertiteln“ daher um Incipits.
1. Im wunderschönen Monat Mai
2. Aus meinen Tränen sprießen
3. Die Rose, die Lilie, die Taube, die Sonne
4. Wenn ich in deine Augen seh’
5. Ich will meine Seele tauchen
6. Im Rhein, im heiligen Strome
7. Ich grolle nicht
8. Und wüßten’s die Blumen, die kleinen
9. Das ist ein Flöten und Geigen
10. Hör' ich das Liedchen klingen
11. Ein Jüngling liebt ein Mädchen
12. Am leuchtenden Sommermorgen
13. Ich hab’ im Traum geweinet
14. Allnächtlich im Traume
15. Aus alten Märchen
16. Die alten, bösen Lieder

Vier Lieder wurden bei der Drucklegung aussortiert:
- „Dein Angesicht so lieb und schön“. Bei Heine Nr. 5. Schumann: 5 Lieder und Gesänge, op. 127 (1854), Nr. 2
- „Lehn’ deine Wang’ an meine Wang’“.  Bei Heine Nr. 6. Schumann: 4 Gesänge, op. 142 (1852), Nr. 2
- „Es leuchtet meine Liebe“. Bei Heine Nr. 46. Schumann: 5 Lieder und Gesänge, Op. 127 (1854), Nr. 3
- „Mein Wagen rollet langsam“. Bei Heine Nr. 54. Schumann: 4 Gesänge, op. 142 (1852), Nr. 4

Opp. 127 und 142 enthalten neben diesen Heine-Gedichten auch Gedichte von Justinus Kerner.

## Liedertexte
1. Im wunderschönen Monat Mai,

Als alle Knospen sprangen,

Da ist in meinem Herzen

Die Liebe aufgegangen.

Im wunderschönen Monat Mai,

Als alle Vögel sangen,

Da hab’ ich ihr gestanden

Mein Sehnen und Verlangen.

2. Aus meinen Tränen spriessen

Viel blühende Blumen hervor,

Und meine Seufzer werden

Ein Nachtigallenchor.

Und wenn du mich lieb hast, Kindchen,

Schenk’ ich dir die Blumen all’,

Und vor deinem Fenster soll klingen

Das Lied der Nachtigall.

3. Die Rose, die Lilie, die Taube, die Sonne,

Die liebt’ ich einst alle in Liebeswonne.

Ich lieb’ sie nicht mehr, ich liebe alleine

Die Kleine, die Feine, die Reine, die Eine;

Sie selber, aller Liebe Wonne (oder ‚Bronne‘),

Ist Rose und Lilie und Taube und Sonne.

  Ich liebe alleine

  Die Kleine, die Feine, die Reine, die Eine.

4. Wenn ich in deine Augen seh’,

So schwindet all’ mein Leid und Weh;

Doch wenn ich küße deinen Mund,

So werd’ ich ganz und gar gesund.

Wenn ich mich lehn’ an deine Brust,

Kommt’s über mich wie Himmelslust;

Doch wenn du sprichst: ich liebe dich!

So muß ich weinen bitterlich.

5. Ich will meine Seele tauchen 
In den Kelch der Lilie hinein;

Die Lilie soll klingend hauchen

Ein Lied von der Liebsten mein.

Das Lied soll schauern und beben

Wie der Kuß von ihrem Mund,

Den sie mir einst gegeben

In wunderbar süßer Stund’.

6. Im Rhein, im heiligen Strome,

Da spiegelt sich in den Well’n

Mit seinem großen Dome

Das große, heil’ge Köln.

Im Dom da steht ein Bildnis,

Auf goldnem Leder gemalt;

In meines Lebens Wildnis

Hat’s freundlich hineingestrahlt.

Es schweben Blumen und Eng’lein

Um unsre liebe Frau;

Die Augen, die Lippen, die Wänglein,

Die gleichen der Liebsten genau.

7. Ich grolle nicht, und wenn das Herz auch bricht,

Ewig verlornes Lieb! ich grolle nicht.

Wie du auch strahlst in Diamantenpracht,

Es fällt kein Strahl in deines Herzens Nacht.

Das weiß ich längst.

Ich sah dich ja im Traume,

und sah die Nacht in deines Herzens Raume,

Und sah die Schlang, die dir am Herzen frißt,

Ich sah, mein Lieb, wie sehr du elend bist.

8. Und wüßten’s die Blumen, die kleinen

Wie tief verwundet mein Herz,

Sie würden mit mir weinen,

Zu heilen meinen Schmerz.

Und wüßten’s die Nachtigallen,

Wie ich so traurig und krank,

Sie ließen fröhlich erschallen

Erquickenden Gesang.

Und wüßten sie mein Wehe,

Die goldenen Sternelein,

Sie kämen aus ihrer Höhe,

Und sprächen Trost mir ein.

Sie alle können’s nicht wissen,

Nur eine kennt meinen Schmerz;

Sie hat ja selbst zerrissen,

Zerrissen mir das Herz.

9. Das ist ein Flöten und Geigen,

Trompeten schmettern darein

Da tanzt wohl den Hochzeitreigen

Die Herzallerliebste mein.

Das ist ein Klingen und Dröhnen,

Ein Pauken und ein Schalmei’n;

Dazwischen schluchzen und stöhnen

Die lieblichen Engelein.

10. Hör’ ich das Liedchen klingen,

Das einst die Liebste sang,

So will mir die Brust zerspringen

Von wildem Schmerzendrang.

Es treibt mich ein dunkles Sehnen

Hinauf zur Waldeshöh’,

Dort löst sich auf in Tränen

Mein übergroßes Weh’.

11. Ein Jüngling liebt ein Mädchen,

Die hat einen andern erwählt;

Der andre liebt eine andre,

Und hat sich mit dieser vermählt.

Das Mädchen nimmt aus Ärger

Den ersten besten Mann,

Der ihr in den Weg gelaufen;

Der Jüngling ist übel dran.

Es ist eine alte Geschichte,

Doch bleibt sie immer neu;

Und wem sie just passieret,

Dem bricht das Herz entzwei.

12. Am leuchtenden Sommermorgen

Geh’ ich im Garten herum.

Es flüstern und sprechen die Blumen,

Ich aber wandle stumm.

Es flüstern und sprechen die Blumen,

Und schaun mitleidig mich an:

Sei uns'rer Schwester nicht böse,

Du trauriger, blasser Mann.

13. Ich hab’ im Traum geweinet,

Mir träumte, du lägest im Grab.

Ich wachte auf, und die Träne

Floß noch von der Wange herab.

Ich hab’ im Traum geweinet,

Mir träumt’, du verließest mich.

Ich wachte auf, und ich weinte

Noch lange bitterlich.

Ich hab’ im Traum geweinet,

Mir träumte, du wär’st mir noch gut.

Ich wachte auf, und noch immer

Strömt meine Tränenflut.

14. Allnächtlich im Traume seh’ ich dich

Und sehe dich freundlich grüßen,

Und laut aufweinend stürz’ ich mich

Zu deinen süßen Füßen.

Du siehest mich an wehmütiglich

Und schüttelst das blonde Köpfchen;

Aus deinen Augen schleichen sich

Die Perlentränentröpfchen.

Du sagst mir heimlich ein leises Wort

Und gibst mir den Strauß von Zypressen.

Ich wache auf, und der Strauß ist fort,

Und ‘s Wort hab’ ich vergessen.

15. Aus alten Märchen winkt es

Hervor mit weißer Hand,

Da singt es und da klingt es

Von einem Zauberland;

Wo bunte Blumen blühen

Im gold’nen Abendlicht,

Und lieblich duftend glühen,

Mit bräutlichem Gesicht;

Und grüne Bäume singen

Uralte Melodei’n,

Die Lüfte heimlich klingen,

Und Vögel schmettern drein;

Und Nebelbilder steigen

Wohl aus der Erd’ hervor,

Und tanzen luft’gen Reigen

Im wunderlichen Chor;

Und blaue Funken brennen

An jedem Blatt und Reis,

Und rote Lichter rennen

Im irren, wirren Kreis;

Und laute Quellen brechen

Aus wildem Marmorstein.

Und seltsam in den Bächen

Strahlt fort der Widerschein.

Ach, könnt’ ich dorthin kommen,

Und dort mein Herz erfreu’n,

Und aller Qual entnommen,

Und frei und selig sein!

Ach! jenes Land der Wonne,

Das seh’ ich oft im Traum,

Doch kommt die Morgensonne,

Zerfließt’s wie eitel Schaum.

16. Die alten, bösen Lieder,

Die Träume bös’ und arg,

Die laßt uns jetzt begraben,

Holt einen großen Sarg.

Hinein leg’ ich gar manches,

Doch sag’ ich noch nicht, was.

Der Sarg muß sein noch größer,

Wie’s Heidelberger Faß.

Und holt eine Totenbahre,

Und Bretter fest und dick;

Auch muß sie sein noch länger,

Als wie zu Mainz die Brück’.

Und holt mir auch zwölf Riesen,

Die müssen noch stärker sein

Als wie der starke Christoph

Im Dom zu Köln am Rhein.

Die sollen den Sarg forttragen,

Und senken ins Meer hinab;

Denn solchem großen Sarge

Gebührt ein großes Grab.

Wißt ihr, warum der Sarg wohl

So groß und schwer mag sein?

Ich senkt’ auch meine Liebe

Und meinen Schmerz hinein.

## Editionen
- Faksimile nach dem Autograph der Staatsbibliothek zu Berlin Preußischer Kulturbesitz. Hrsg. Elisabeth Schmierer. Laaber, Laaber 2005, ISBN 3-89007-641-6.

## Zu Werk und Rezeption
- Ingo Müller: Maskenspiel und Seelensprache. Zur Ästhetik von Heinrich Heines Buch der Lieder und Robert Schumanns Heine-Vertonungen (= Rombach Wissenschaft), 2 Bände, Baden-Baden 2020. Band 1: Heinrich Heines Dichtungsästhetik und Robert Schumanns Liedästhetik, ISBN 978-3-96821-006-3. Band 2: Heinrich Heines Buch der Lieder und Robert Schumanns Heine-Vertonungen, Baden-Baden 2020, ISBN 978-3-96821-009-4.